# 霍达尔
霍达尔，是西班牙安达卢西亚自治区哈恩省的一个市镇。总面积149平方公里，总人口11985人（2001年），人口密度80人/平方公里。